# تورنفورية أنديزية
تورنفورية أنديزية (الاسم العلمي:Tournefortia andina) هي نوع من النباتات يتبع جنس التورنفورية من الفصيلة الحمحمية.